# Conostigmus speculiger
Conostigmus speculiger är en stekelart som beskrevs av Paul Dessart 1974. Conostigmus speculiger ingår i släktet Conostigmus och familjen trefåresteklar. Inga underarter finns listade i Catalogue of Life.